# Монтастрюк-Савес
Монтастрю́к-Саве́с (фр. Montastruc-Savès, окс. Montastruc de Savés) — коммуна во Франции, находится в регионе Юг — Пиренеи. Департамент — Верхняя Гаронна. Входит в состав кантона Рьём. Округ коммуны — Мюре.
Код INSEE коммуны — 31359.

## География

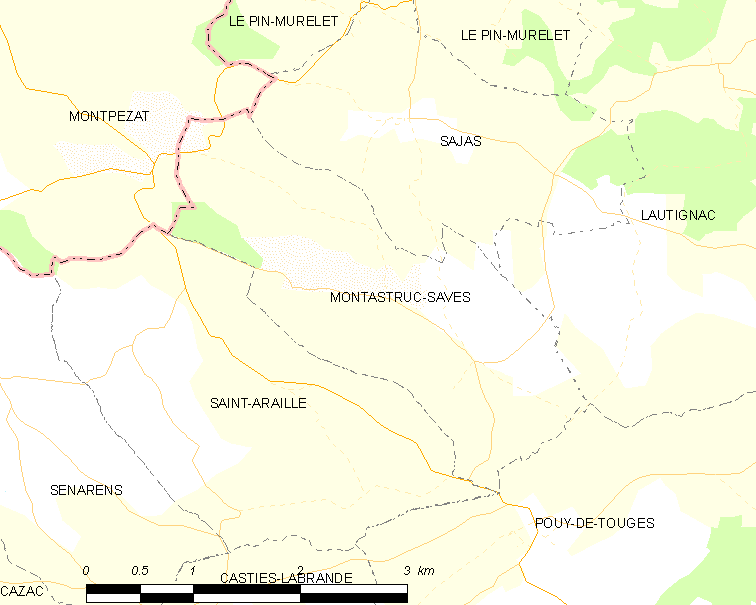
Карта коммуны

Коммуна расположена приблизительно в 620 км к югу от Парижа, в 45 км к юго-западу от Тулузы.
На юго-востоке коммуны протекает река Туш.

## Климат
Климат умеренно-океанический. Зима мягкая и снежная, весна характеризуется сильными дождями и грозами, лето сухое и жаркое, осень солнечная. Преобладают сильные юго-восточные и северо-западные ветры.

## Население
Население коммуны на 2010 год составляло 64 человека.
| 1962 | 1968 | 1975 | 1982 | 1990 | 1999 | 2010 |
| ---- | ---- | ---- | ---- | ---- | ---- | ---- |
| 71   | 74   | 63   | 70   | 70   | 76   | 64   |

## Экономика
В 2010 году среди 39 человек трудоспособного возраста (15—64 лет) 29 были экономически активными, 10 — неактивными (показатель активности — 74,4 %, в 1999 году было 74,5 %). Из 29 активных жителей работали 27 человек (16 мужчин и 11 женщин), безработных было 2 (1 мужчина и 1 женщина). Среди 10 неактивных 6 человек были учениками или студентами, 3 — пенсионерами, 1 был неактивным по другим причинам.